# ديبورتيفو كولونيا
نادي ديبورتيفو كولونيا (بالإسبانية: Club Deportivo Colonia) هو نادي كرة قدم في الأوروغواي ومقره في كولونيا .